# Нюрнбергските майстори певци
„Нюрнбергските майстори певци“ (на немски: Die Meistersinger von Nürnberg) е опера на германския композитор Рихард Вагнер.
Поставена е за първи път на 21 юни 1868 година в Мюнхенската опера под диригентството на Ханс фон Бюло, а автор на либретото е самият Вагнер. В центъра на сюжета е гилдията на певците в Нюрнберг от XVI век, съставена от местни занаятчии, а главният герой е базиран на историческата личност на певеца Ханс Закс. Операта е необичайна за творчеството на композитора – това е единствената комедийна опера сред зрелите му работи, сюжетът е исторически определен, а не митологичен и фантастичен, а самата опера използва множество стилистични елементи, които Вагнер критикува в теоретичните си есета – римувани стихове, арии, хорове, квинтет и дори балет.